# Ultra South Africa
Ultra South Africa est un festival de musique électronique sud-africain, qui fait partie de l'expansion mondiale d'Ultra Music Festival,.
Ultra South Africa est un évènement d'une journée qui se déroule dans deux villes (Johannesburg et Le Cap). Fondé en 2014, Ultra South Africa est l'une des éditions mondiales les plus anciennes du festival. Ultra South Africa est un évènement strictement réservé aux personnes de 18 ans ou plus.
La huitième édition d'Ultra South Africa devait se tenir les 26 et 27 février 2021, mais en raison de la pandémie de Covid-19, les organisateurs annoncent le 22 janvier 2021 que le festival n'aurait pas lieu en 2021. La huitième édition a donc lieu les 10 et 11 mars 2023, l'événement du Cap se dirigeant vers un nouveau lieu, l'hippodrome de Kenilworth, tandis que l'évènement de Johannesburg retourne au Nasrec Expo Center.

## Histoire

### 2014

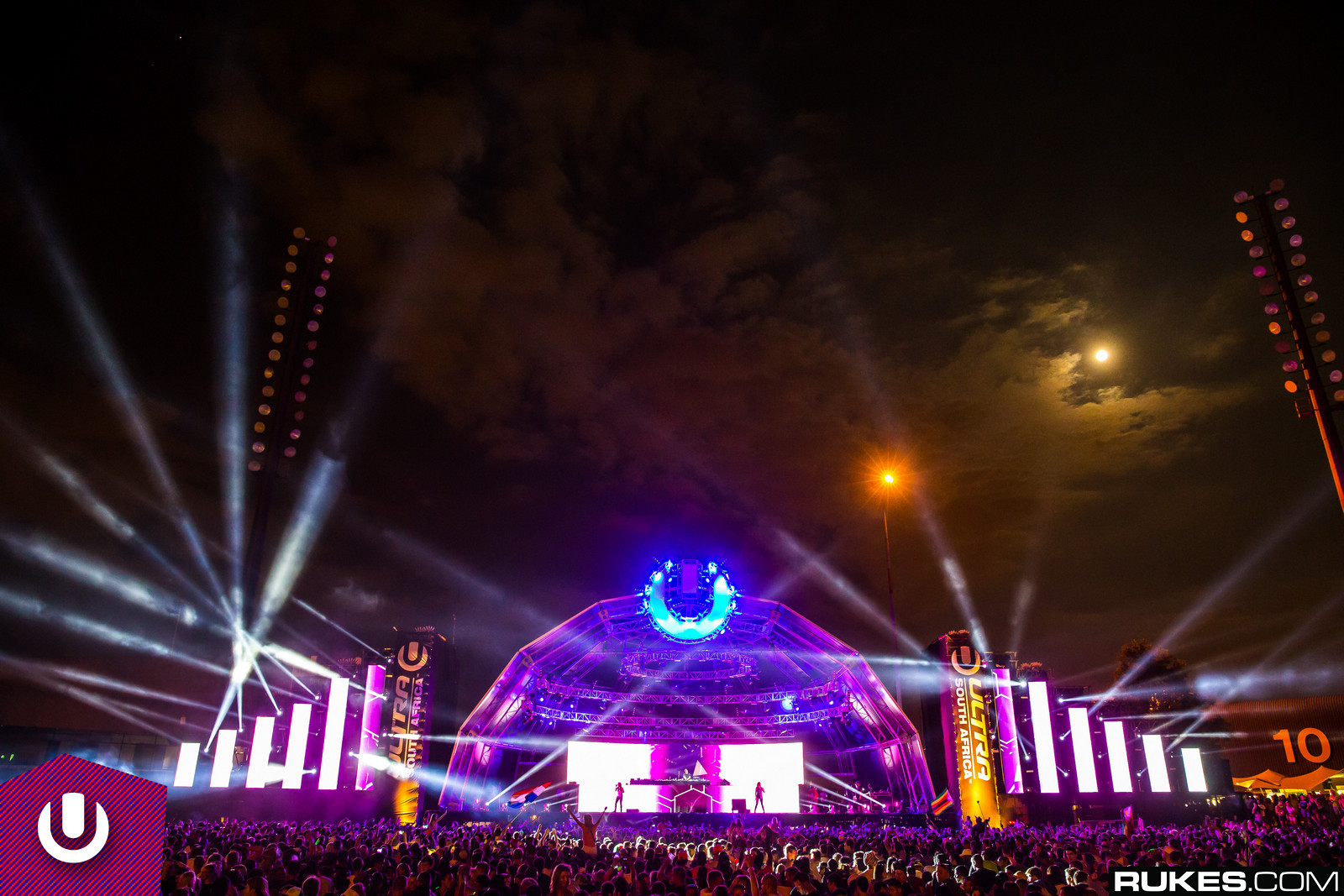
Ultra South Africa 2014.

Les débuts d'Ultra South Africa consistent en trois étapes à Johannesburg et au Cap - la scène principale, l'étape 2 et l'étape 3. Au Cap, en Afrique du Sud, le festival a lieu le 14 février 2014 et à Johannesburg, le 15 février 2014. Les artistes confirmés pour l'édition inaugurale d'Ultra South Africa comprennent Tiësto, Afrojack, Alesso, Nicky Romero, Krewella, W&W, Martin Garrix, Blasterjaxx, Claude Vonstroke, Goldfish, Black Coffee et bien d'autres,. Le festival accueille 15 000 personnes présentes au Cap et 25 000 personnes à Johannesburg.

### 2015

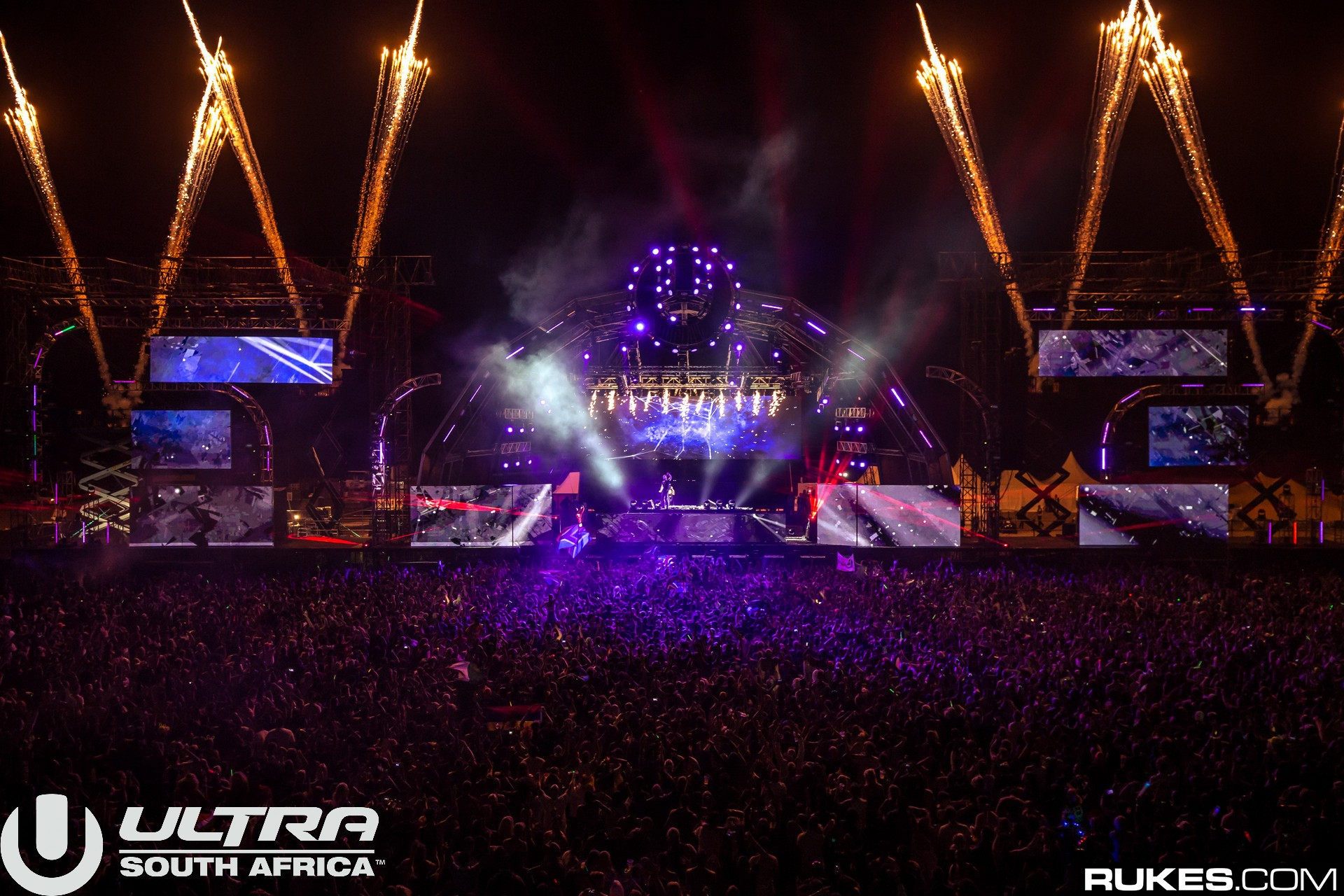
Ultra South Africa 2015.

La deuxième édition d'Ultra South Africa se tient à nouveau à Johannesburg et au Cap, en Afrique du Sud, dans les deux mêmes lieux que l'année précédente, les 13 et 14 février 2015. Le festival accueille trois scènes : la scène principale, la scène électrique et la scène Nicci Beach. La programmation d'Ultra South Africa 2015 comprend Protoculture, Oliver Heldens, DVBBS, Martin Garrix, Armin van Buuren, Hardwell, Goldfish, Axwell & Ingrosso, Gorgon City, et Black Coffee,. Cette édition d'Ultra South Africa accueille plus de 50 000 fans de musique dance de toute l'Afrique du Sud et d'ailleurs.

### 2016

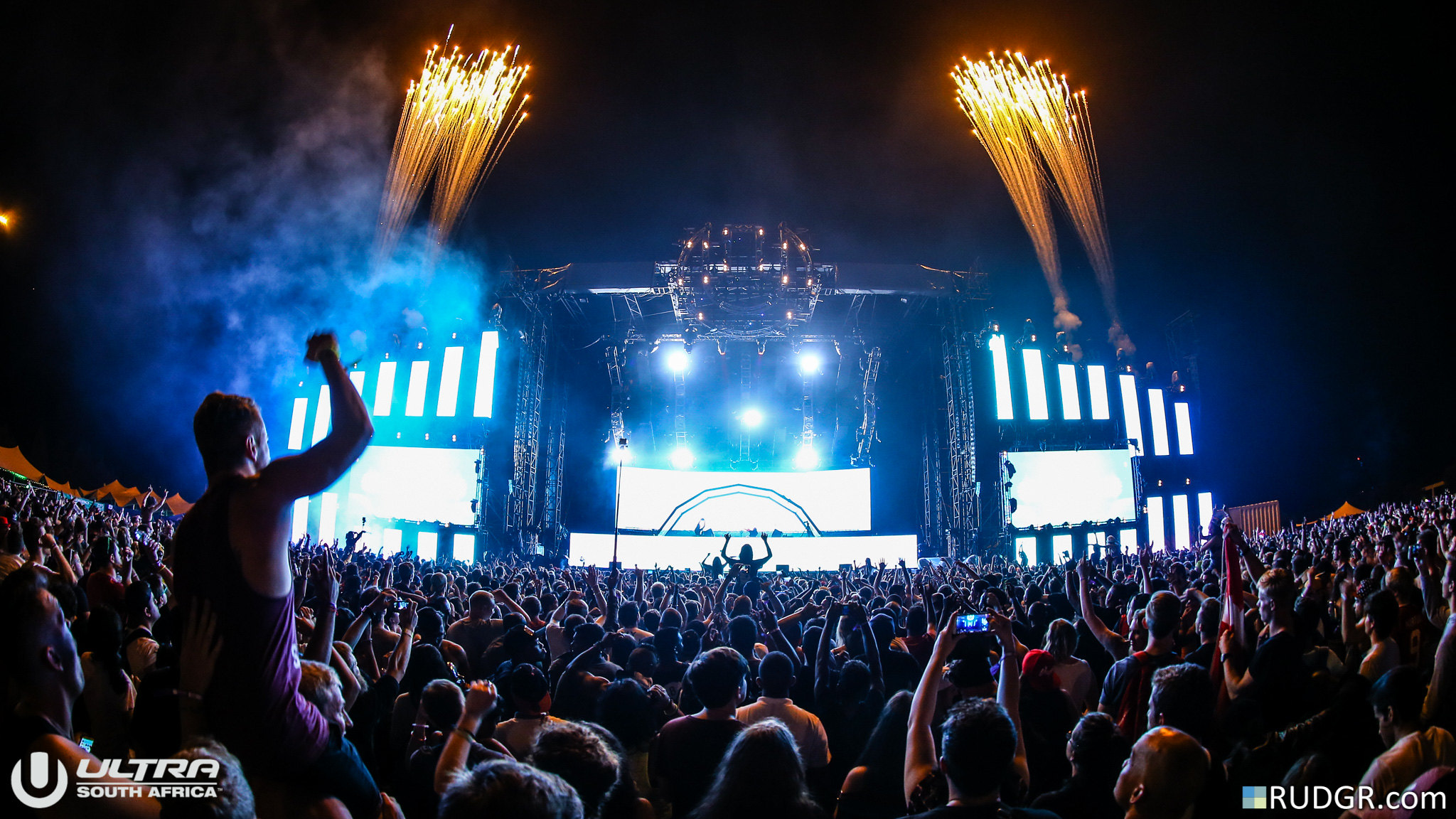
Ultra South Africa 2016.

Les organisateurs d'Ultra South Africa annoncent que le festival s'étendra sur trois jours en 2016, les 26 et 27 février à Johannesburg et le 28 février au Cap. En réponse à la demande des fans, les organisateurs d'événements confirment qu'ils ajouteront une date supplémentaire à l'étape du Cap (27 et 28 février 2016) et qu'ils introduiront également un camping pour la première fois. Les participants qui avaient déjà acheté des billets pour les lève-tôt au Cap sont récompensés par un laissez-passer d'une journée pour le même billet, auparavant unique.
Le 21 octobre 2015, Ultra South Africa annonce sa programmation de phase un qui comprend Zedd, Robin Schulz, Tiësto, Skrillex, Dash Berlin, Galantis, Seth Troxler, The Martinez Brothers et Black Coffee . Le 24 novembre, les organisateurs révèlent la programmation finale, comprenant Afrojack, Carnage, Goldfish, Mr Carmack, Claptone, W&W et Fedde Le Grand. Le format de 2 jours de 2016 séduit plus de 26 000 fêtards par jour au NASREC à Johannesbourg et 14 000 par jour à l'Ostrich Farm au Cap.

### 2017

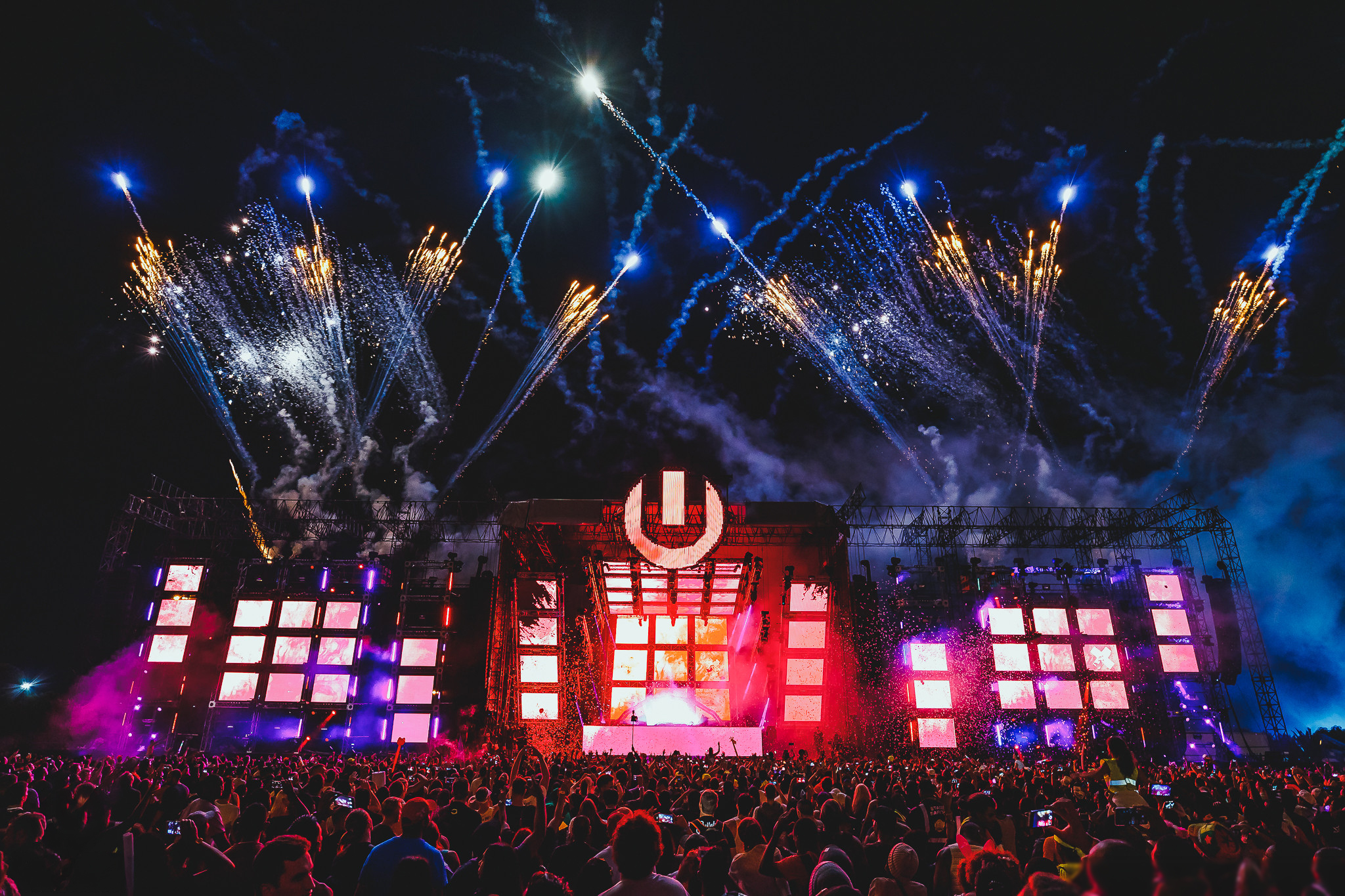
Ultra South Africa 2017 (Johannesbourg).

Il est annoncé le 27 juillet 2016 que pour la quatrième édition d'Ultra South Africa, le festival aurait lieu du 24 au 25 février 2017. À Johannesbourg, le festival se tient une fois de plus le 25 février 2017 au NASREC Expo Centre. Au Cap, le festival annonce un nouveau lieu, le Cape Town Stadium. Le festival du Cap a lieu le 24 février 2017. Les billets pour lève-tôt sont mis en vente le 2 août 2016 et vendus le 4 août 2016,. Les billets de niveau 1 sont rendus publics le 30 août 2016. Le 30 août 2016, Martin Garrix et David Guetta sont annoncés comme les premières têtes d'affiche de l'édition 2017 du festival. La programmation de la phase deux est annoncée le 30 novembre 2016 et comprend Dash Berlin, KSHMR, DJ Snake, Black Coffee, Felix Jaehn, Djsky, Head Hunters, Nic Fanciulli et d'autres artistes régionaux.

### 2018

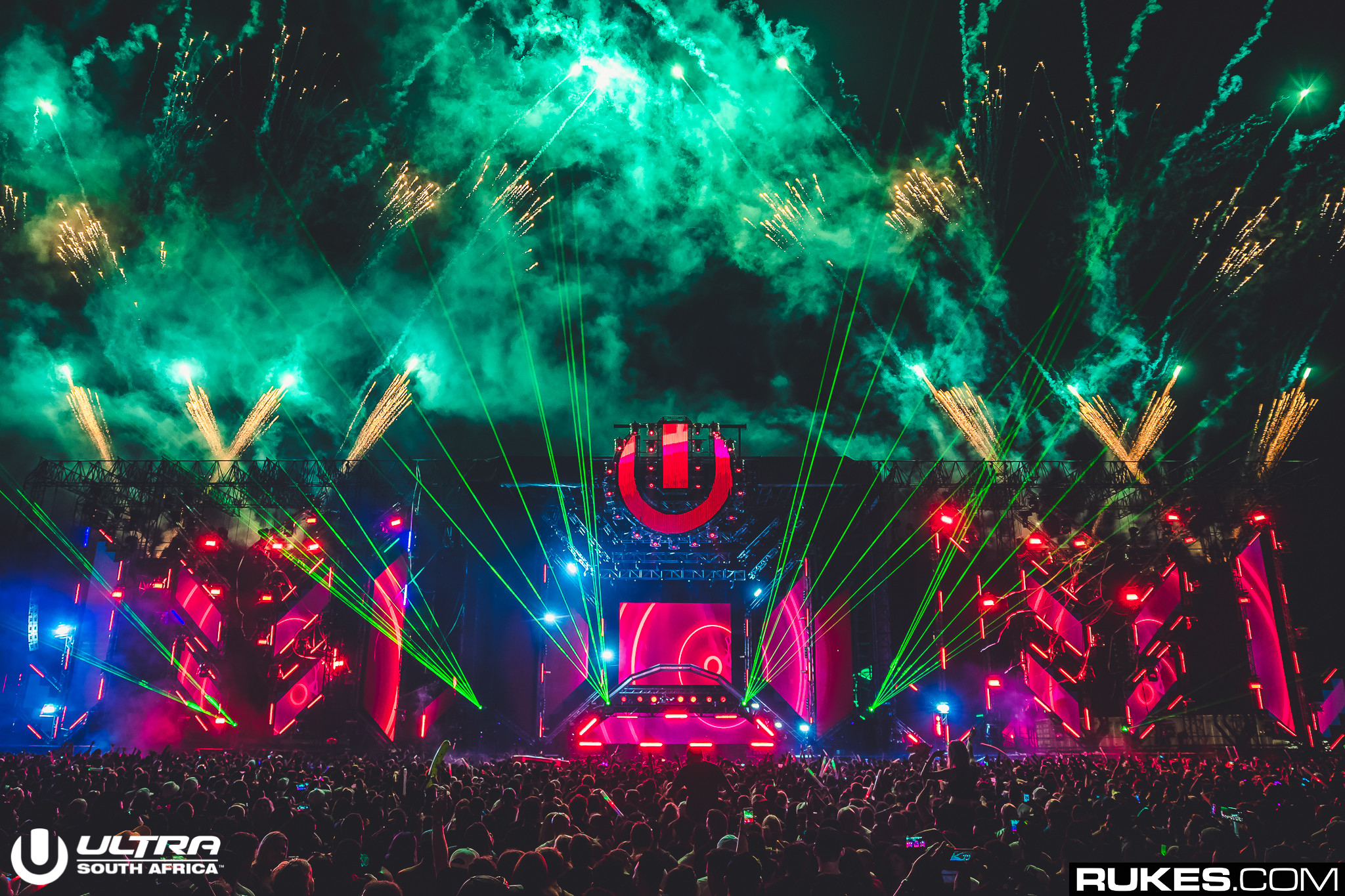
Ultra South Africa 2018 (Johannesburg).

Ultra South Africa annonce que son cinquième anniversaire se tiendra au Cape Town Stadium au Cap, en Afrique du Sud, le 9 février 2018 et au Nasrec Expo Center à Johannesburg, en Afrique du Sud, le 10 février 2018. Le 19 septembre 2017, la phase 1 de la programmation est publiée et les têtes d'affiche sont Armin van Buuren et Hardwell. La phase 2 de la programmation est révélée le 24 octobre 2017 et comprend Afrojack, Axwell Λ Ingrosso, Dubfire, Malaa, Black Coffee et Carnage ainsi que d'autres artistes régionaux. Le vendredi 9 février, le Cape Town Stadium voit 15 000 fans passer les portes tandis que le spectacle de Johannesbourg à l'Expo Centre NASREC accueille un record de 32 000 « Ultranautes » le samedi 10 février, pour ce qui est le plus grand succès Ultra en Afrique du Sud à ce jour.

### 2019
Le 16 août 2018, Ultra South Africa annonce les dates de sa 6e édition. Après deux ans au stade du Cap, les organisateurs décident de ramener l'édition du Cap à l'Ostrich Ranch, l'édition de Johannesbourg poursuivant sa longue tradition dans son domicile historique du Nasrec Expo Centre. Le 6 novembre 2018, Ultra South Africa annonce pour la toute première fois que The Chainsmokers serait la tête d'affiche de l'édition d'Ultra South Africa. La programmation de la phase 2 est annoncée le 3 décembre 2018, et comprend Above and Beyond, Martin Garrix, Black Coffee, Vini Vici et Infected Mushroom. Cette édition marque un nouveau record du plus grand Ultra South Africa avec plus de 50 000 fans entre Le Cap et Johannesburg.

### 2020

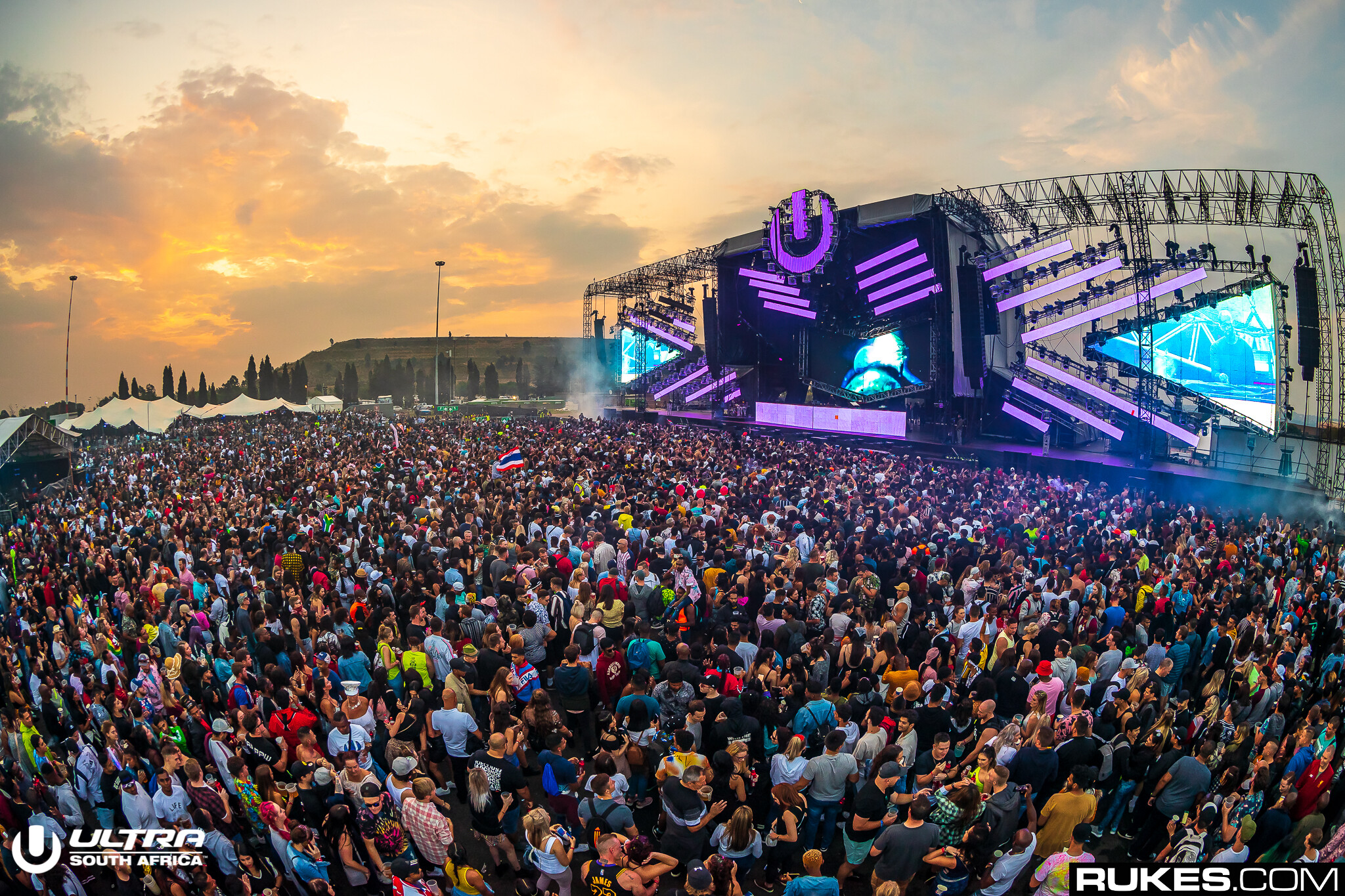
Ultra Afrique du Sud 2020 (Johannesburg).

Cinq mois après la clôture de l'édition précédente le festival a annoncé les dates de sa 7e édition, les organisateurs promettant également une production élargie pour 2020. En octobre 2019, Ultra South Africa annonce ses têtes d'affiche de la phase 1, qui comprennent Afrojack, Black Coffee, Dash Berlin, DJ Snake ainsi que Jamie Jones et Steve Aoki qui font leurs débuts dans le festival. Deux semaines plus tard, Ultra South Africa annonce Camelphat, Luciano et Sunnery James & Ryan Marciano pour compléter l'affiche.
Cette édition bat un nouveau record de fréquentation, avec les commentaires des fondateurs du festival, Shaun Duvet et Tony Feldman : « Ultra South Africa 2020 était, comme toujours, le meilleur que nous ayons produit à ce jour. Ces spectacles sont des projets tellement énormes à rassembler et chaque année, quand nous voyons tout cela se réunir avec les équipes incroyables qui se joignent à nous pour que cela se produise, nous nous sentons très fiers. Nous ne pouvons pas attendre 2021 et toutes les années à venir alors que les spectacles deviennent plus grands et plus sauvages. »

### 2021
Lors de l'étape à Johannesburg lors de sa 7e édition, les organisateurs confirment qu'Ultra South Africa reviendra au Cap et à Johannesbourg pour sa 8e édition les 26 et 27 février 2021. Malheureusement, en raison de la pandémie de Covid-19, les organisateurs annoncent le 22 janvier 2021 que le festival n'aurait pas lieu en 2021. La huitième édition est finalement reprogrammée désormais aux 10 et 11 mars 2023, l'événement du Cap se dirigeant vers un nouveau lieu, l'hippodrome de Kenilworth, tandis que l'étape de Johannesburg retourne au Nasrec Expo Center.

### 2023
Le 21 septembre 2022, Ultra South Africa annonce son retour après une interruption de deux ans en raison de la pandémie de Covid-19. La huitième édition d'Ultra South Africa se déroule le 10 mars au Cap et le 11 mars 2023 à Johannesbourg. Les billets sont mis en vente le 24 septembre à 08h00, les GA et VIP de niveau 1 et 2 se vendant en quelques heures.
Cette édition est aussi marquée par la mort sur scène, à Johannesbourg, du rappeur et danseur sud-africain Costa Titch, le 11 mars 2023.

### 2024
Le 11 mars 2023, les organisateurs annoncent que l'Ultra South Africa reviendrait en 2024 et se déroulerait à nouveau au Cap et à Johannesbourg, les 1er et 2 mars 2024 respectivement.

## Fréquentation
| Année | Le Cap | Johannesbourg | Total                            |
| ----- | ------ | ------------- | -------------------------------- |
| 2014  | 15 000 | 25 000        | 40 000                           |
| 2015  | 18 000 | 30 000        | 48 000                           |
| 2016  | 14 000 | 26 000        | 40 000 (80 000 sur quatre jours) |
| 2017  | 18 000 | 30 000        | 48 000                           |
| 2018  | 15 000 | 32 000        | 47 000                           |
| 2019  | 15 000 | 35 000        | 50 000                           |
| 2020  | 16 830 | 34 170        | 51 000                           |